# Плантариум
«Плантариум» — веб-сайт, атлас видов и определитель растений и лишайников.
«Плантариум» — некоммерческий проект, открытый для свободного дополнения и внесения исправлений. Участники проекта постепенно обрабатывают информацию о таксонах, пополняя списки русскоязычных названий и наборы ключевых признаков для определителя, а также коллекции фотографий, позволяющие визуально проверить определение растений.
По состоянию на январь 2023 определитель содержит 5693 таксона.
Все права на опубликованные на сайте изображения принадлежат их авторам. Опубликованные на сайте текстовые материалы могут свободно копироваться и распространяться, но при копировании текстов обязательна ссылка на сайт plantarium.ru.
Сведения о растениях и лишайниках представлены в следующих разделах сайта:
- Каталог таксонов — иерархический перечень сосудистых растений, мхов, печёночников, антоцеротовых и лишайников, встречающихся на территории России и сопредельных государств.
- Определение растения — поиск видов по ключевым признакам (жизненная форма, внешний вид, местообитание, экология и особенности)
- Галерея таксонов — иллюстрированные фотографиями списки отделов, классов, порядков, семейств, родов и видов.
- Фотографии растений — коллекция изображений растений и лишайников, опубликованных участниками проекта.
- Неопределённые виды — фотографии растений и лишайников, определённых только до рода или семейства.
- Неопознанные растения — галерея фотографий нераспознанных видов.
- Красные Книги — списки сосудистых растений, мхов, печёночников, антоцеротовых и лишайников, охраняемых в различных регионах.
- Флористические списки — подборки видов, сгруппированные участниками по какому-либо критерию.
- Фотографии ландшафтов и растительных сообществ.
- Каталог географических точек — иерархический перечень географических данных по странам, краям, областям или по природным районам.